# 蒙佩鲁 (多尔多涅省)
蒙佩鲁（法語：Montpeyroux，法語發音：[mɔ̃peʁu]）是法国多尔多涅省的一个市镇，属于贝尔热拉克区。

## 地理
蒙佩鲁（44°55'12"N, 0°3'25"E）面积23.37 平方千米，位于法国新阿基坦大区多爾多涅省，该省份为法国西南部内陆省份，是法國本土面积第三大的省，大致对应佩里戈尔地区，北起顺时针与夏朗德省、上维埃纳省、科雷兹省、洛特省、洛特-加龙省、吉倫特省和滨海夏朗德省接壤。
与蒙佩鲁接壤的市镇（或旧市镇、城区）包括：隆沙自由城、圣米歇尔德蒙泰涅、卡尔萨克德居尔松、博讷维尔和圣阿维德菲马迪耶尔、曼扎克、蒙塔佐、蒙卡雷、莱萨勒德卡斯蒂永、圣维维安。

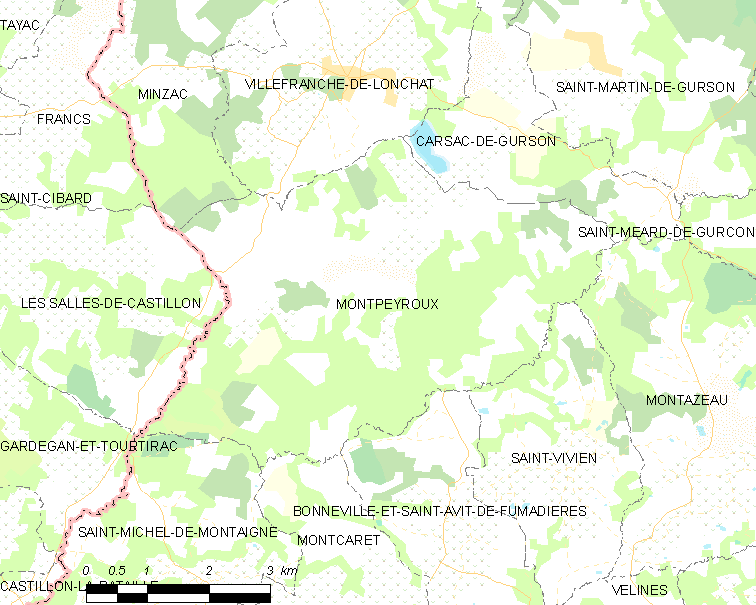
的OSM定位图

蒙佩鲁的时区为UTC+01:00、UTC+02:00（夏令时）。

## 行政
蒙佩鲁的邮政编码为24610，INSEE市镇编码为24292。

## 政治
蒙佩鲁所属的省级选区为蒙泰涅和居尔松地区县。

## 人口

1962-2008年间人口变化图示

蒙佩鲁于2022年1月1日时的人口数量为502人。